# Luca Valdesi
Luca Valdesi est un karatéka italien né le 18 juin 1976 à Palerme, en Sicile. Il a remporté de nombreuses compétitions internationales, dont trois championnats du monde de karaté consécutifs en kata individuel masculin. Il a commencé l'entraînement de karaté à l'âge de six ans.

## Résultats
| Résultat           | Date             | Épreuve         | Catégorie | Compétition                               | Ville hôte                             |
| ------------------ | ---------------- | --------------- | --------- | ----------------------------------------- | -------------------------------------- |
| Médaille de bronze | 1996             | Kata par équipe | Juniors   | Championnats du monde 1996                | Sun City, en Afrique du Sud            |
| 4e place           | 1997             | Kata individuel | Seniors   | Coupe du monde 1997                       | Manille, aux Philippines               |
| Médaille d'or      | 1997             | Kata par équipe | Seniors   | Coupe du monde 1997                       | Manille, aux Philippines               |
| Médaille de bronze | 1997             | Kata individuel | Seniors   | Championnats d'Europe 1997                | Santa Cruz de Tenerife, en Espagne     |
| Médaille de bronze | 1997             | Kata par équipe | Seniors   | Championnats d'Europe 1997                | Santa Cruz de Tenerife, en Espagne     |
| 4e place           | 1997             | Kata par équipe | Seniors   | Jeux mondiaux 1997                        | Lahti, en Finlande                     |
| Médaille d'or      | 1998             | Kata individuel | -         | Championnats du monde universitaires 1998 | Lille, en France                       |
| Médaille d'argent  | 1998             | Kata par équipe | Seniors   | Championnats d'Europe 1998                | Belgrade, en Serbie-et-Monténégro      |
| Médaille d'argent  | 1998             | Kata par équipe | Seniors   | Championnats du monde 1998                | Rio de Janeiro, au Brésil              |
| Médaille de bronze | 1999             | Kata individuel | Seniors   | Championnats d'Europe 1999                | Khalkis, en Grèce                      |
| Médaille de bronze | 2000             | Kata individuel | -         | Championnats du monde universitaires 2000 | Kyōto, au Japon                        |
| Médaille d'or      | 2000             | Kata par équipe | -         | Championnats du monde universitaires 2000 | Kyōto, au Japon                        |
| Médaille d'or      | 5 mai 2000       | Kata individuel | Seniors   | Championnats d'Europe 2000                | Istanbul, en Turquie                   |
| Médaille d'argent  | Mai 2000         | Kata par équipe | Seniors   | Championnats d'Europe 2000                | Istanbul, en Turquie                   |
| Médaille de bronze | 12 octobre 2000  | Kata individuel | Seniors   | Championnats du monde 2000                | Munich, en Allemagne                   |
| 4e place           | Octobre 2000     | Kata par équipe | Seniors   | Championnats du monde 2000                | Munich, en Allemagne                   |
| Médaille d'argent  | 2001             | Kata individuel | Seniors   | Jeux mondiaux 2001                        | Akita, au Japon                        |
| Médaille d'or      | 11 mai 2001      | Kata individuel | Seniors   | Championnats d'Europe 2001                | Sofia, en Bulgarie                     |
| Médaille d'argent  | Mai 2001         | Kata par équipe | Seniors   | Championnats d'Europe 2001                | Sofia, en Bulgarie                     |
| Médaille d'or      | 3 mai 2002       | Kata individuel | Seniors   | Championnats d'Europe 2002                | Tallinn, en Estonie                    |
| Médaille d'or      | Mai 2002         | Kata par équipe | Seniors   | Championnats d'Europe 2002                | Tallinn, en Estonie                    |
| Médaille de bronze | 2002             | Kata par équipe | Seniors   | Championnats du monde 2002                | Madrid, en Espagne                     |
| Médaille d'or      | 9 mai 2003       | Kata individuel | Seniors   | Championnats d'Europe 2003                | Brême, en Allemagne                    |
| Médaille d'or      | Mai 2003         | Kata par équipe | Seniors   | Championnats d'Europe 2003                | Brême, en Allemagne                    |
| Médaille d'or      | 7 mai 2004       | Kata individuel | Seniors   | Championnats d'Europe 2004                | Moscou, en Russie                      |
| Médaille d'or      | Mai 2004         | Kata par équipe | Seniors   | Championnats d'Europe 2004                | Moscou, en Russie                      |
| Médaille d'or      | 18 novembre 2004 | Kata individuel | Seniors   | Championnats du monde 2004                | Monterrey, au Mexique                  |
| Médaille d'or      | Novembre 2004    | Kata par équipe | Seniors   | Championnats du monde 2004                | Monterrey, au Mexique                  |
| Médaille d'or      | 13 mai 2005      | Kata individuel | Seniors   | Championnats d'Europe 2005                | San Cristóbal de La Laguna, en Espagne |
| Médaille d'argent  | Mai 2005         | Kata par équipe | Seniors   | Championnats d'Europe 2005                | San Cristóbal de La Laguna, en Espagne |
| Médaille d'argent  | Juillet 2005     | Kata individuel | Seniors   | Jeux mondiaux 2005                        | Duisbourg, en Allemagne                |
| Médaille d'or      | 5 mai 2006       | Kata individuel | Seniors   | Championnats d'Europe 2006                | Stavanger, en Norvège                  |
| Médaille d'argent  | Mai 2006         | Kata par équipe | Seniors   | Championnats d'Europe 2006                | Stavanger, en Norvège                  |
| Médaille d'or      | 15 octobre 2006  | Kata individuel | Seniors   | Championnats du monde 2006                | Tampere, en Finlande                   |
| Médaille d'or      | Octobre 2006     | Kata par équipe | Seniors   | Championnats du monde 2006                | Tampere, en Finlande                   |
| Médaille d'or      | 4 mai 2007       | Kata individuel | Seniors   | Championnats d'Europe 2007                | Bratislava, en Slovaquie               |
| Médaille d'or      | Mai 2007         | Kata par équipe | Seniors   | Championnats d'Europe 2007                | Bratislava, en Slovaquie               |
| Médaille d'or      | Mai 2008         | Kata individuel | Seniors   | Championnats d'Europe 2008                | Tallinn, en Estonie                    |
| Médaille d'or      | Mai 2008         | Kata par équipe | Seniors   | Championnats d'Europe 2008                | Tallinn, en Estonie                    |
| Médaille de bronze | 13 novembre 2008 | Kata par équipe | Seniors   | Championnats du monde 2008                | Tōkyō, au Japon                        |
| Médaille d'or      | 14 novembre 2008 | Kata individuel | Seniors   | Championnats du monde 2008                | Tōkyō, au Japon                        |